# Mexikanische Badmintonmeisterschaft 1992
Die Mexikanische Badmintonmeisterschaft 1992 fand in Mexiko-Stadt statt. Es war die 46. Auflage der nationalen Titelkämpfe von Mexiko im Badminton.	

## Sieger und Finalisten
| Disziplin    | Gold                                       | Silber                          |
| ------------ | ------------------------------------------ | ------------------------------- |
| Herreneinzel | Fernando de la Torre                       | Viktor Serralde                 |
| Dameneinzel  | María de la Paz Luna Félix                 | Ana Laura de la Torre           |
| Herrendoppel | Fernando de la Torre Luis Lopezllera       | Ernesto de la Torre Jesús López |
| Damendoppel  | keine Daten                                | keine Daten                     |
| Mixed        | Luis Lopezllera María de la Paz Luna Félix | Jesús López Laura Amaya         |

## Referenzen
- http://badminton.com.mx/index.php/campeones/singles-varonil